# Сметан, Хорхе
Хорхе Сметан (исп. Jorge Szmetan; 26 мая 1950, Буэнос-Айрес — 19 сентября 2015) — аргентинский шахматист, международный мастер (1976).
Чемпион Аргентины 1976 года.
В составе национальной сборной участник 3-х олимпиад (1974—1978).
Участник 1-го международного «Кларин»-турнира (1978) в г. Буэнос-Айресе (проводился по инициативе аргентинской газеты «Кларин»), а также двух чемпионатов Американского континента: 2001 (26-е место, 146 участников) и 2003 (48-е место, 157 участников).

## Изменения рейтинга
| Графики недоступны из-за технических проблем. См. информацию на Фабрикаторе и на mediawiki.org. |